# Hilda Nickson
Hilda Hammie Nickson, geborene Hilda Pressley, Pseudonym Hilda Preston (* 18. November 1912 in Maltby, Vereinigtes Königreich; † 1977) war eine britische Autorin von über 60 Liebes- und Familienromanen. Sie war Vizepräsidentin der Romantic Novelists' Association.

## Biographie
Hilda Pressley war mit dem Wildwestromanautoren Arthur (Thomas) Nickson (alias Arthur Hodson, Roy Peters, John Saunders und Matt Winstan; 1902–1974) verheiratet.
Sie veröffentlichte ihre ersten Roman als Hilda Nickson bei Herbert Jenkins in den 1950er Jahren, bevor sie bei Mills & Boon unter ihrem Ehenamen und als Hilda Pressley unter Vertrag genommen wurde. Die meisten ihrer Romane wurden erneut unter der Marke Harlequin veröffentlicht, manchmal mit anderen Titeln. Ihre ersten Romane waren beliebte Doktor-Schwester-Romanzen; Dreiecksgeschichten kamen oft in ihren Plots vor; Handlungsorte lagen häufig in Italien oder Spanien.

## Werke

### Als Hilda Nickson
Quelle: Fantastic Fiction

#### Einzelromane
- Love is the Anchor (1957) auch A Kiss for Elaine
- The Tender Heart (1957)
- Her Foolish Heart (1958) auch Nurse Foster's Foolish Heart
- The Gentle Wind (1958)
- He Whom I Love (1959) auch Doctor Phillip
- With You Beside Me (1959)
- Love the Physician (1960)
- Staff Nurse At St. Christopher's (1961)
- Quayside Hospital (1962)
- Sister of Nightingale (1963)
- Tender Nurse (1963)
- For Love of a Surgeon (1964)
- Forest Hospital (1964)
- The World of Nurse Mitchell (1964)
- Wind over the Broads (1964)
- Sister at Butlin's (1965)
- Take My Hand (1965)
- Season of Mists (1966) auch Nurse Adele
- Sisters in Love (1966)
- Surgeon at Witteringham (1966)
- A Friend of the Family (1967)
- Until you came (1967)
- Gather Then the Rose (1968)
- Fair Blows the Wind (1969)
- Moonlight on the Water (1969)
- This Desirable Residence (1969)
- To My Dear Niece (1970)
- On a May Morning (1970)
- No Enemy (1971)
- The Sweet Spring (1972)
- Surgeon's Return (1973)
- Lord of the Forest (1973)
- To Have and to Hold (1974)
- Story of Love (1974)
- Island in the Sun (1975)
- To Care Again (1977)
- Now with His Love (1977)
- Voyage of Discovery (1987)
- So Tempting an Offer (1988)

#### Serien
1. Junior Theatre Sister (1962) auch Operation Love
2. Surgeons in Love (1962) auch Something Personal

#### Anthologien
- It Began in Te Rangi / The Gentle Flame / To My Dear Niece (1976) (mit Gloria Bevan und Katrina Britt)

### Als Hilda Pressley
Quelle: Fantastic Fiction

#### Einzelromane
- Theatre Sister (1960) auch Theatre Nurse
- Night Nurse Lucy (1960) auch Night Nurse
- Love, the Surgeon (1961)
- Staff Nurse on Gynae (1961)
- Staff Nurses in Love (1962)
- Night Admission (1962)
- Night Sister in Charge (1963) auch Night Superintendent
- The Gentle Surgeon (1963)
- Journey to Love (1964)
- Nurse's Dilemma (1965)
- Where Lies the Fault (1965)
- Senior Staff Nurse (1966)
- The Newcomer (1966)
- Venetian Love Song (1966)
- A Love of Her Own (1967)
- Man of the Forest (1968)
- Suddenly, It Was Spring (1968)
- Man in Possession (1969)
- More Than Gold (1969)
- To the Highest Bidder (1970)
- Summer to Remember (1971)
- Harbinger of Spring (1971)
- When Winter Has Gone (1971)

#### Anthologien
- Deep in the Forest / Lord of the Forest / When Winter Has Gone (1981) (mit Joyce Dingwell und Rachel Ford)

### Als Hilary Preston

#### Einzelromane
- Night Sister in Love (1959)
- Nurse Jane and Doctor John (1961) auch A Life to Share (1962)
- Nurse Angela (1961)
- Man of the Trees (1978)